# Вёльфис
Вёльфис (нем. Wölfis) — община в Германии, в земле Тюрингия.
Входит в состав района Гота. Население составляет 1521 человек (на 31 декабря 2010 года). Занимает площадь 29,36 км².